# Каза Нова
Каза Нова (на португалски: Casa Nova) е град и община в Източна Бразилия, щат Баия, мезорегион Вали Сао-Франсискану да Баия, микрорегион Жуазейро. Според Бразилския институт по география и статистика през 2010 г. общината има 64 944 жители.